# Michael Elmgreen
Michael Elmgreen (født 25. juli 1961 i København) er en dansk billedkunstner, der arbejder med såvel skulptur og objekt samt installation og performance.
Sammen med den norske billedkunstner Ingar Dragset etablerede han i 1995 kunstnerduoen Elmgreen & Dragset, som efterfølgende har haft en omfangsrig international karriere med såvel land art-installationer som udstillinger ved blandt andet Tate Modern i London og Venedig Biennalen samt Louisiana og Statens Museum for Kunst i Danmark.
Michael Elmgreen blev sammen med Ingar Dragset tildelt Eckersberg Medaillen i 2012 for deres radikale storskalaværker, der relaterer sig til forholdet mellem kunst, arkitektur og design.